# Bibliothèque municipale de Gray
La Bibliothèque municipale de Gray est fondée en 1799 à la suite de la confiscation des biens du clergé. D'abord située dans un ancien couvent, elle se dote d'un bâtiment propre jouxtant l'hôtel de ville en 1859. Dès lors la bibliothèque se divise en deux niveaux, l'un destiné au emprunts et l'autre destiné à la consultation sur place (le fonds ancien), qui comporte 25 000 documents et ouvrages parmi lesquels 18 incunables.

## Histoire
La bibliothèque municipale de Gray émerge à la suite de la Révolution française et de la confiscation des biens du clergé. De 1792 à 1798, l'abbé Lempereur est chargé de la conservation des ouvrages qui affluent en provenance des couvents, des abbayes et des émigrés de la ville et des environs ; c'est moins une bibliothèque qu'un magasin de livres,,. La municipalité de Gray adresse une requête au directoire exécutif du département afin de créer et d'ouvrir une bibliothèque ; le 10 germinal an VII (30 mars 1799) la bibliothèque est inaugurée dans l'ancien couvent des Cordeliers,. À partir de cette époque, la bibliothèque est ouverte au public.

### Un nouveau bâtiment
En 1858, après diverses itinérances, la municipalité envisage de doter la bibliothèque d'un bâtiment qui lui soit propre,. Ce nouveau bâtiment jouxtant l'hôtel de ville est accessible depuis le bureau du maire, il est conçu comme un lieu d’apparat avec ses lambris et sa galerie ceinturant la pièce. Le bâtiment est achevé en un an et la bibliothèque est inaugurée le 6 décembre 1859 puis ouverte au public le 1er janvier 1860,.
Aujourd'hui, la bibliothèque dispose de 13 000 ouvrages empruntables tandis que le fonds ancien, accessible sur rendez-vous, comporte 25 000 documents consultables sur place.

## Collections

### Fonds ancien
Les ouvrages du fonds ancien de la bibliothèque sont rangés par travées selon un classement thématique inchangé depuis le XIXe siècle. Les sections les plus importantes sont consacrées aux voyages, au droit et aux sciences ; on trouve également des sections pour la religion, la littérature, la géographie, l'histoire, et les arts.
L'ouvrage le plus ancien est un Commentaire des épîtres de Saint-Paul, un manuscrit sur parchemin provenant de l'abbaye de Neuvelle-lès-la-Charité. 
Le fonds ancien comporte 18 incunables parmi lesquels l'Éthique d'Aristote par Jean Buridan daté de 1489, la Consolation de Philosophie de Boèce daté de 1480 ou encore le Fasciculus temporum de Werner Rolevinck daté de 1495.

Enfin, le fonds ancien conserve également les registres des impératrices Marie-Louise et Joséphine.

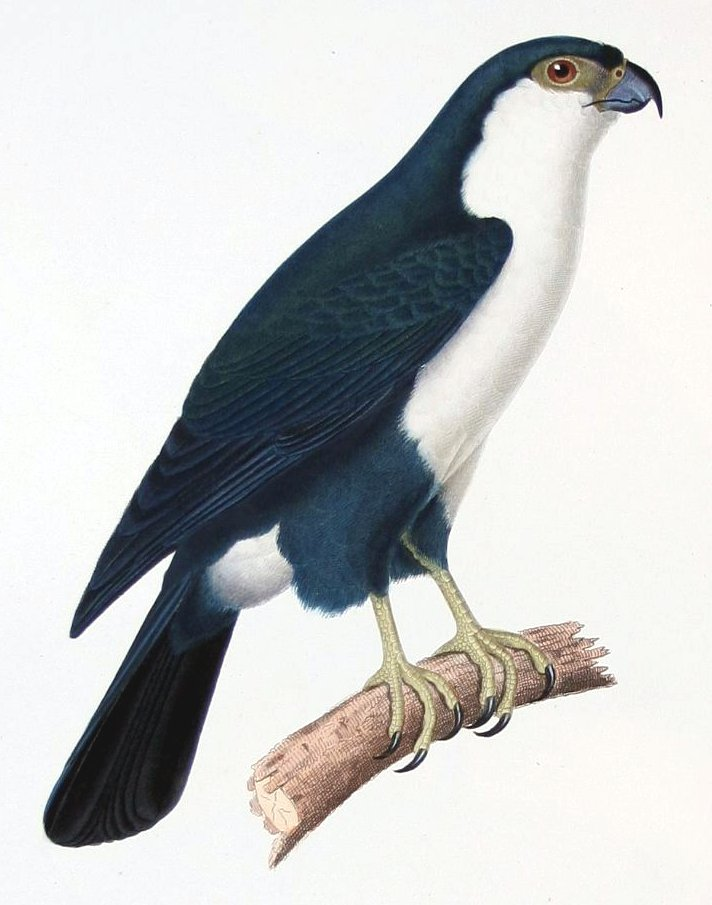
Planche tirée du Voyage de la Bonite d'Auguste-Nicolas Vaillant.

### Fonds régional
La bibliothèque dispose d'une salle abritant un fonds régional dans lequel on retrouve les ouvrages de graylois célèbres tels que minéralogiste Jean-Baptiste Romé de L'Isle, le philosophe, mathématicien et économiste Augustin Cournot ou encore le mathématicien Edmond Bour. Il comporte également les plaques photographiques d'amateurs graylois tels qu'Eugène Noir (1855-1904) ou Louis Guichard (1866-1934), particulièrement actifs à la Belle Époque.

### Partenariat avec Wikimédia France
En 2008, Wikimédia France fait un partenariat avec la bibliothèque de Gray afin de numériser un atlas de 1828 et cette même année des planches du Voyage autour du monde de George Anson sont numérisées dans le cadre de ce partenariat,.

## Expositions
Des expositions temporaires sont organisées à la bibliothèque municipale de Gray, notamment dans le cadre de l'événement Patrimoine écrits en Bourgogne-Franche-Comté.

### 2017
- Habiter son territoire : espaces intimes, espaces publics : Exposition portant sur l'inscription de l'homme dans un territoire à partir de documents issus de la bibliothèque[11].

### 2018
- Le travail c'est la santé : Exposition consacrée aux différentes facettes de l'univers du travail[12].